# Ramin Djawadi
Ramin Djawadi (n. 19 iulie 1974, Duisburg, Germania) este un compozitor german de muzică orchestrală pentru filme și producții de televiziune. Tatăl său a fost un imigrant din Iran.
1. ↑  „Ramin Djawadi”, Gemeinsame Normdatei, accesat în 9 aprilie 2014
2. ↑  „Ramin Djawadi”, Gemeinsame Normdatei, accesat în 10 decembrie 2014
3. 1 2  CONOR.SI[*] Verificați valoarea |titlelink= (ajutor)